# Герой Праці (Північна Корея)
Герой Праці — почесне звання в КНДР, присвоюється з врученням ордену «Ордену Державного Прапора» I ступеня і золотої медалі «Серп і Молот». Засновано 17 липня 1951 року.
Звання присвоюється також і машинам, зокрема його були удостоєні 5-тонний пневматичний молот («пропрацював більше 30 років без єдиної поломки») і електровоз (у зв'язку з 40-річчям експлуатації).

## Відомі нагороджені
- Кім Ір Сен (1958)[2]
- Лі Чхун Хі
- Лі Иль Соль
- Новиченко Яків Тихонович (1985), в 1946 році прикрив собою від вибуху гранати Кім Ір Сена[3]
- Фідель Кастро Рус (2006)[4]